# Major League Baseball 2004
Major League Baseball 2004 spelades mellan den 30 mars och 27 oktober 2004 och vanns av Boston Red Sox efter finalseger mot St. Louis Cardinals med 4-0 i matcher, detta innebar att Boston Red Sox vann sin första World Series sedan 1918. Major League Baseball bestod säsongen 2004 av 30 lag uppdelade i två ligor, American League (14 lag) och National League (16 lag), där alla lag spelade 162 matcher vardera, med 81 matcher hemma och 81 matcher borta. Varje liga var uppdelade i tre divisioner, med fyra, fem eller sex lag i varje, där varje divisionsvinnare gick vidare till slutspel tillsammans med det i övrigt bästa laget i varje division (så kallat "wild card-lag").

## Tabeller
American League bestod av 14 lag, varav fem lag i East och Central Division och fyra lag i West Central Division, medan National League bestod av 16 lag, varav fem i East och West Division och sex lag i Central Division. Totalt 162 matcher spelades per lag, varav 81 lag hemma och 81 lag borta. Från American League gick New York Yankees, Minnesota Twins och Anaheim Angels vidare till slutspel som divisionssegrare och Boston Red Sox vidare som wild card; från National League gick Atlanta Braves, St. Louis Cardinals och Los Angeles Dodgers vidare till slutspel som divisionssegrare och Houston Astros vidare som wild card.
| East Division        | V   | F  | %    |
| -------------------- | --- | -- | ---- |
| New York Yankees     | 101 | 61 | .623 |
| Boston Red Sox       | 98  | 64 | .605 |
| Baltimore Orioles    | 78  | 84 | .481 |
| Tampa Bay Devil Rays | 70  | 91 | .435 |
| Toronto Blue Jays    | 67  | 94 | .416 |

| Central Division   | V  | F   | %    |
| ------------------ | -- | --- | ---- |
| Minnesota Twins    | 92 | 70  | .568 |
| Chicago White Sox  | 83 | 79  | .512 |
| Cleveland Indians  | 80 | 82  | .494 |
| Detroit Tigers     | 72 | 90  | .444 |
| Kansas City Royals | 58 | 104 | .358 |

| West Division     | V  | F  | %    |
| ----------------- | -- | -- | ---- |
| Anaheim Angels    | 92 | 70 | .568 |
| Oakland Athletics | 91 | 71 | .562 |
| Texas Rangers     | 89 | 73 | .549 |
| Seattle Mariners  | 63 | 99 | .389 |

| East Division         | V  | F  | %    |
| --------------------- | -- | -- | ---- |
| Atlanta Braves        | 96 | 66 | .593 |
| Philadelphia Phillies | 86 | 76 | .531 |
| Florida Marlins       | 83 | 79 | .512 |
| New York Mets         | 71 | 91 | .438 |
| Montreal Expos        | 67 | 95 | .414 |

| Central Division    | V   | F  | %    |
| ------------------- | --- | -- | ---- |
| St. Louis Cardinals | 105 | 57 | .648 |
| Houston Astros      | 92  | 70 | .568 |
| Chicago Cubs        | 89  | 73 | .549 |
| Cincinnati Reds     | 76  | 86 | .469 |
| Pittsburgh Pirates  | 72  | 89 | .447 |
| Milwaukee Brewers   | 67  | 49 | .416 |

| West Division        | V  | F   | %    |
| -------------------- | -- | --- | ---- |
| Los Angeles Dodgers  | 93 | 69  | .574 |
| San Francisco Giants | 91 | 71  | .562 |
| San Diego Padres     | 87 | 75  | .537 |
| Colorado Rockies     | 68 | 94  | .420 |
| Arizona Diamondbacks | 51 | 111 | .315 |

## Slutspel
Slutspelet bestod av tre omgångar, Division Series (DS), League Championship Series (LCS) och World Series (WS). De två första omgångarna spelades inom varje liga, så lagen inom American respektive National League mötte varandra i DS och LCS, vilket innebar att en vinnare av American League och National League korades. Dessa två möttes i World Series, som även var finalen. Till slut vann Boston Red Sox American League efter att ha vänt ett underläge med 0-3 i matcher mot New York Yankees till seger med 4-3, vilket innebar att de blev det första laget i Major League Baseball att vända 0-3 till 4-3 i slutspel. St. Louis Cardinals vann National League. World Series vanns av Boston Red Sox efter seger i World Series med 4-0 i matcher.

### Division Series
- New York Yankees – Minnesota Twins 3–1 i matcher
  - 0–2; 7–6; 8–4; 6–5
- Anaheim Angels – Boston Red Sox 0–3 i matcher
  - 3–9; 3–8; 6–8
- St. Louis Cardinals – Los Angeles Dodgers 3–1 i matcher
  - 8–3; 8–3; 0–4; 6–2
- Atlanta Braves – Houston Astros 2–3 i matcher
  - 3–9; 4–2; 5–8; 6–5; 3–12

### League Championship Series
- New York Yankees – Boston Red Sox 3–4 i matcher
  - 10–7; 3–1; 19–8; 4–6; 4–5; 2–4; 3–10
- St. Louis Cardinals – Houston Astros 4–3 i matcher
  - 10–7; 6–4; 2–5; 5–6; 0–3; 6–4; 5–2

### World Series
- Boston Red Sox – St. Louis Cardinals 4–0 i matcher
  - 11–9; 6–2; 4–1; 3–0

## Källa
Den här artikeln är helt eller delvis baserad på material från engelskspråkiga Wikipedia.